# Brief van Jezus Christus op zondag
De Brief van Jezus Christus op zondag (in het Latijn Carta dominica) is een christelijke apocriefe tekst, waarvan vele varianten wijdverbreid voorkwamen, zowel in de Griekse als in de Latijnse Kerk. Het gemeenschappelijke element in alle varianten is de herinnering aan de zondagsplicht, goddelijke dreigementen (in het bijzonder landbouwrampen) bij volharding in het verwaarlozen van deze plicht, en het bevel om de boodschap uit te dragen. De brief zou zijn geschreven door Jezus Christus, of door God de Vader (waarbij Christus dan alleen de drager is) of door de Vader en de Zoon. De vroegst bekende vermelding van een dergelijke brief dateert van omstreeks 584. Alle varianten zijn vermoedelijk gebaseerd op een enkel origineel dat niet bewaard is gebleven.
In de moderne tijd circuleerden verschillende vormen van de Brief van Jezus Christus. Voltaire heeft een boekje gereproduceerd, gedrukt in Bourges in 1771, met een versie van de Brief die in hetzelfde jaar 1771 op wonderbaarlijke wijze uit de lucht zou zijn neergedaald bij Paimpol. De verspreiding van varianten van de Letter bleef in Frankrijk bestaan tot rond 1852, toen colportagelectuur verdween.
Pater Hippolyte Delehaye, voorzitter van de Sociëteit van Bollandisten, zag in de woorden toegeschreven aan Onze-Lieve-Vrouw van La Salette een avatar van de Brief van Jezus Christus op zondag.